# 南吴家洼遗址
南吴家洼遗址位于山西省大同县瓜园乡南吴家洼村南约750米，现为第三批大同市文物保护单位。遗址发现于第三次全国文物普查间，遗址分布在吴家洼村南部河边东西宽150米、南北长140米、面积达21000平方米的范围内。遗址的地面散落着许多建筑构件、陶片、瓷片。文物工作者根据采集到的瓦片的形制，推测遗址在辽金时期建有大型建筑，结合的发现的陶瓷生活用品残片，断定此处在辽金时期是一处聚落。今大同市古为辽金西京，考古资料稀少，因此吴家洼遗址显得尤为珍贵。这也是大同首次发现辽金时代的聚落遗址。